# クリスチャン・バルモア
クリスチャン・バルモア（Christian Barmore、1999年7月28日 - ）は、アメリカ合衆国フィラデルフィア出身のアメリカンフットボール選手。ポジションはディフェンシブタックル (DT)。NFLのニュー イングランド・ペイトリオッツに所属している。
カレッジフットボールはアラバマ大学でプレーをし、2021年のカレッジフットボールプレーオフ全国選手権においてディフェンシブMVPに選出された。
2021年のNFLドラフトにて2巡目全体38位指名をされ、ニューイングランド・ペイトリオッツに入団し、ルーキーシーズンから先発として出場した。

## 大学入学以前
ペンシルバニア州フィラデルフィアで育ち、１年生でセントジョン・ノイマン・アンド・マリア・ゴレッティカトリック高校に転校するまで、エイブラハムリンカーン高校に通っていた。バーモアはもともと、4年生になる夏にテンプル大学でカレッジフットボールをすることを口頭で約束していたが、最終的に、ベイラー大学、フロリダ大学、ジョージア大学、およびルイジアナ州立大学からのオファーがある中、アラバマ大学でプレーすることに決定した。 

## 大学時代
バルモアは彼のトゥルーフレッシュマンシーズンをレッドシャツで迎えた。   レッドシャツのフレッシュマンとして、彼は 12 試合に出場し、６ロスタックル、２回のサックを含む合計26タックルを記録した。また、SECオールフレッシュマンチームに選ばれた。  ２年目は、レッドシャツの２年生としてファーストチームのオールSECに選ばれ、9.5ロスタックル、8 サック、3 ファンブルフォースを含む、合計37タックルでシーズンを終えた。  彼は、2021年のカレッジフットボールプレーオフ全国選手権で、アラバマ大学がオハイオ州立大学に52-24で勝利した試合で２ロスタックル、１サックを含む、合計５タックルを記録し、 ディフェンシブMVPに選出された。 ナショナルタイトルゲームの後、バルモアは残り２年のプレー資格を放棄し、 2021年のNFLドラフトに参加することを発表した。 

## プロでの経歴
| 6 ft 4+1⁄8 in (193 cm)  | 310 lb (141 kg) | 33+5⁄8 in (85 cm) | 10 in (25 cm) | 4.98 s | 1.76 s | 2.88 s | 4.75 s | 7.81 s |
| All values from Pro Day |                 |                   |               |        |        |        |        |        |

バルモアは、 2021年のNFLドラフト2巡指名（全体38位）でニューイングランド・ペイトリオッツに指名された。 その後、2021年 ７月21日に、850万ドル相当の４年間のルーキー契約にサインした。 
1年目の2021年シーズンよりパスラッシャー、ランストッパーとして重要な役割を果たした。
2023年シーズンは全17試合に出場し、64タックル、8.5サックを記録した。2024年4月29日、ペイトリオッツと4,180万ドルが保証された4年9,200万ドルの契約延長に合意した。
2024年シーズン開始前に血栓症と診断され、最初の10試合を欠場した。復帰後4試合に出場したが、症状が再発し、その後の試合は欠場した。